# Natalia Snytina
Natalia Anatólievna Snytina –en ruso, Наталья Анатольевна Снытина– (Zlatoust, 13 de febrero de 1971) es una deportista rusa que compitió en biatlón. Estuvo casada con el también biatleta Valeri Medvédtsev.
Participó en los Juegos Olímpicos de Lillehammer 1994, obteniendo una medalla de oro en la prueba por relevos.

## Palmarés internacional
| Juegos Olímpicos | Juegos Olímpicos      | Juegos Olímpicos | Juegos Olímpicos |
| Año              | Lugar                 | Medalla          | Prueba           |
| ---------------- | --------------------- | ---------------- | ---------------- |
| 1994             | Lillehammer (Noruega) | Medalla de oro   | Relevos          |